# 广善寺 (北京西城)
广善寺是位于中国北京市西城区宝产胡同15号的一座汉传佛教寺院。现已无存。

## 历史

### 广善寺渊源
北京动物园始建于1906年，是在西直门外的乐善园、继园、广善寺、惠安寺“两园、两寺”的旧址上建成，初名“农事试验场”，由清朝商部奉旨筹建。随后，1906年10月13日由端方、戴鸿慈等大臣奏议，经慈禧太后过问，万牲园开始在农事试验场的场址上筹建。
1907年6月5日，端方在出洋考察期间定购的动物运抵天津塘沽，此批动物包括斑马、花豹、狮子、老虎、袋鼠、驼鸟等等，共装运59笼。同年6月7日，此批动物运抵北京。当时万牲园尚未竣工，这些动物遂被临时寄养于附近的广善寺内，后来广善寺也被划归万牲园。当时，广善寺已破败，“将该寺之佛像拆弃，更于佛殿前安置铁栅，置虎豹于其中。”1907年7月19日，万牲园正式开放接待游客。如今，广善寺建筑仍存于北京动物园内，寺内尚存明朝碑刻。

### 宝禅寺渊源
宝禅寺的前身是元朝的大承华普庆寺，历史十分悠久。
《钦定日下旧闻考·卷五十二·城市内城西城三》载：
原：正法寺、宝禅寺俱在河漕西，有勅建碑。（明《顺天府志》）臣等谨按：宝禅寺在宝禅寺胡衕，明尚书万安、学士彭华、尚书甘为霖三碑今并存寺中。本朝康熙年间大学士明珠、乾隆年间大学士公傅恒先后修葺立碣以纪其事。正法寺在宝禅寺西，乾隆二十一年官因其旧修葺之，改额曰“正觉”。明孝宗、武宗二碑俱存，为内官黄高立者，既乖褒予之义，而辞复甚俚，今槪不録。
原：至大元年立大承华普庆寺都总管府，二年改延禧监，寻改崇祥监，四年升为崇祥院，泰定四年复改为大承华普庆寺总管府，天历元年改为崇祥总管府，置普庆营缮提点所，三年改为营缮司。（《元史·百官志》）
原：至大四年十月，赐大普庆寺金千两银五千两钞万锭，西锦彩縀纱罗布帛万端，田八万畮，邸舍四百间。皇庆二年七月，赐普庆寺益都田百七十顷。（《元史·仁宗纪》）
原：至治元年二月，作仁宗神御殿于普庆寺。（《元史·英宗纪》）
原：泰定元年四月，作昭圣皇后御容殿于普庆寺，八月遣翰林学士承旨鄂齐尔祀太祖、太宗、睿宗御容于普庆寺。（《元史·泰定帝纪》）按：鄂齐尔，蒙古语“金刚”也，旧作斡赤，今改。
补：宝禅寺在崇国寺之街西，即元大承华普庆寺也。成化庚寅，供用库内官麻俊买地治宅，掘土得赵承旨碑，始知为寺基，乃复建佛殿山门、廊庑、厨库，悉具闻于朝，改赐额曰“宝禅寺”，立太子少保、户部尚书眉山万安碑于庭，以寺旣改额承旨旧碑废不复存，夫承旨书法世所共珍，内官惟知少保尚书之文足重于世，而不知安之人品污下，见其文者方且唾而不观，咸以不见承旨碑为憾也。（《蓟邱杂抄》）
原：姚燧普庆寺碑略
大承华普庆寺者，皇帝为皇祖妣徽仁裕圣太后报徳作也。先是大官逹纳监龙兴还老而无子，自簿减获数十指牛羊焉，驼蹄角亦数十，田产资货犹不与存，尽献之。隆福宫裕圣则曰：吾何庸斯其赐！今皇上四年，裕圣上仙，撒是献屋，为殿三楹，事佛妥灵，以尽孝思。至大元年，视昔所作图报弗称，乃市民居倍售之，占跨有数坊，直其门，为殿七楹，后为二堂，行宁属之，中是殿堂，东偏仍故殿，少西迭甓为塔，又西再为塔殿，与之角峙。自门徂堂庑以周之，为僧徒居，中建二楼，东庑通庖井，西庑通海会，市为列肆，月收僦直，寺须是资。是役也，未尝发民一夫，皆佣工为之。其费一出宫帑。（《牧庵集》）
按：逹纳，蒙古语“管”也，旧作“答难”，今译改。
补：袁桷普庆寺后殿上梁文
积翠凌空，俨诸天之层构，侧金布地，成四梵之妙縁。皇帝味道图明，宅心清净，深植善本，灵山之付嘱未忘，广种福田，宝所之荘严弥奂，像设叅前，而山立威仪，殿后以云趋。一一青莲，层层贝叶，爰以栖神而凝睇，亦云澄观以集思，成祗树园，作平等观，虹梁将举，龙象具瞻。（《清客居士集》）
补：赵孟俯《大普庆寺碑铭》
惟上帝降大命于圣元，太祖法天启运，圣武皇帝起自朔方，肇基帝业，以睿宗仁圣景襄皇帝为之子。睿宗躬擐甲胄，翦金河南，虽不及抚有万方，笃生圣嗣，是为世祖圣徳神功文武皇帝，雄略盖世，神武不杀，命将出师不再举而宋平九域分裂者，二百余年，一旦一之，遐陬荒裔，咸受正朔，幅员之大，占所未有。于是治历，明时建官立法，任贤使能，制礼作乐，文物粲然，可纪中统。至元之间，海内晏然，家给人足，而又妙悟佛乘，钦崇梵教，慈惠之徳洽于人心。肆世祖之享国三十有五年，施及裕宗文惠明孝皇帝正位，储宫仁孝而敬慎问安，视膳之暇，顺羙几谏，天下阴受其赐多矣。至元廿二年，裕宗陟方，未几，顺宗昭圣行孝皇帝亦遽宾天。三十一年，世祖登遐，当是时，徽仁裕圣皇后不动声邑，召成庙于抚军万里之外，授是神器易天下，岌岌为泰山之安。大徳二年，武宗抚军于北，今上日侍隆福，怡言煦之，摩手抚之，择师取友俾知先王礼乐刑政，为治国平天下之具，恩莫大焉。四年，裕圣上僊，皇上追思罔极，始建佛殿于大都，旣而之国覃怀属成庙登遐，内难将作，上驰至京师，先事而发，殄殲大慝，封府库，奉符玺，清宫以安太后，遣使以迎武宗。武宗旣践阼，以上至徳伟功，不踰月而立上为皇太子。上缅怀畴昔报本之意，乃命创佛宇，因其地而扩之，凡为百亩者三，鸠工度材，万役并作，置崇祥监以董其事，其南为三门，直其北为正觉之殿，奉三圣大像于其中，殿北之西偏为最胜之殿，奉释迦金像，东偏为智严之殿，奉文殊、普贤、观音三大士，二殿之间对峙为二浮图，浮图北为堂二，属之以廊，自堂徂门庑以周之，西庑之间为总持之阁，中寘宝塔经藏焉，束庑之间为圆通之阁，奉大悲弥勒金刚手菩萨，斋堂在右，庖井在左，最后又为二阁，西曰真如，柬曰妙祥，门之南东西又为二殿，一以事护法之神，一以事多闻天王，合为屋六百间，盘础之固，陛所之崇，题楶之骞，藻绘之工，若忉利兜率化出人间，其工匠之佣，悉皆内帑，一毫不役于民。既成，赐名曰“大普庆寺”，给田地民匠碓硙房廊等以为常住，岁收其入，供给所须。上既即大位，崇祥监臣请立石纪事，勅臣孟俯为文。谨稽首再拜为之。颂曰：皇元应运，诞受万方，帝以圣承，于前有光，明明天子，神明八叶，徳盛功豊，富有大业，太祖张之，世祖皇之，天子康之，于赫皇武，皇武桓桓，圣谟孔彰，神噐斯安，粤昔裕圣，功在社稷，我报之图，天乎罔极，惟觉皇氏，具大神力，人天共依，是资福徳，乃卜阴阳，相地柔明，岁吉辰良，大匠是将，乃斵乃绳，筑构遄兴，务殚乃心，毋费是惩，役者讴歌，相厥子采，匪民是庸，一湏国材，有岑其宇，有践其庑，有楹惟旅，金铺雕础，载瞻圣容，端相俨然，是依是崇，获福无邉，皇帝仁孝，永命于天，圣子神孙，维千万年。（《松雪斋集》）

臣等谨按：孟俯碑久废，已见前《蓟邱杂抄》所载矣。

### 寺产买卖及其后
清朝光绪三十三年（1907年），宝禅寺的僧众将位于宝禅寺胡同的宝禅寺寺产卖给了自万牲园迁出的广善寺的僧众。由此，历史悠久的宝禅寺建筑变成了广善寺。随之，宝禅寺的僧众将宝禅寺迁到了武王侯胡同（今门牌号为西四北八条37号）的长寿庵。
长寿庵的始建年代不详，明朝弘治年间（1488年至1505年）重修，清朝光绪三十三年（1907年）重修。重修之后，1907年宝禅寺僧众便将宝禅寺寺产卖掉，将宝禅寺迁至长寿庵内，仍名宝禅寺，寺坐北朝南，有山门三间，前殿三间，中殿三间，后殿三间，僧房五间以及东西配殿等共四十间，现在此处基本保持原来的建筑格局。
1950年代，位于今宝产胡同的广善寺建筑尚完好，还有僧众在广善寺内修行。1958年后，广善寺被工厂占用，僧众遭到遣散，殿宇逐步被拆毁。寺中的明朝铜佛在大跃进大炼钢铁时遭熔化。1989年，广善寺被列为西城区文物保护单位。1996年，广善寺遭到拆毁。其原址兴建了“宝产综合商住楼”，为一片现代化多层楼群。该寺大殿斗拱被保存在北京建筑工程学院建筑系内。